# 대한민국 민법 제142조
대한민국 민법 제142조는 취소의 상대방에 대한 민법총칙 조문이다.

## 조문
제142조(취소의 상대방) 취소할 수 있는 법률행위의 상대방이 확정한 경우에는 그 취소는 그 상대방에 대한 의사표시로 하여야 한다.

第142條(取消의 相對方) 取消할 수 있는 法律行爲의 相對方이 確定한 境遇에는 그 取消는 그 相對方에 對한 意思表示로 하여야 한다.

## 사례
미성년자 갑이 을에게 매각한 토지가 병에게 전매된 경우, 갑의 취소의 의사표시는 을에게 하여야 하고 병에게 하여서는 안된다.

## 판례
강박에 의한 의사표시는 취소할 수 있는 것으로서 취소의 의사표시는 직접 상대방에 대하여 하거나 구두변론기일에 변론으로 할 수 있다

## 참고 문헌
- 오현수, 일본민법, 진원사, 2014. ISBN 978-89-6346-345-2
- 오세경, 대법전, 법전출판사, 2014 ISBN 978-89-262-1027-7
- 이준현, LOGOS 민법 조문판례집, 미래가치, 2015. ISBN 979-1-155-02086-9

## 같이 보기
- 부동산
- 동산